# Dibrachys hians
Dibrachys hians är en stekelart som beskrevs av Boucek 1965. Dibrachys hians ingår i släktet Dibrachys och familjen puppglanssteklar. Arten är reproducerande i Sverige. Inga underarter finns listade i Catalogue of Life.